# Плимутский совет по делам Новой Англии

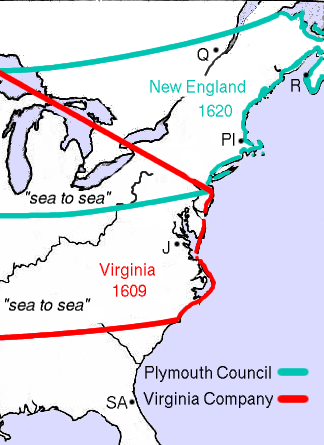
Территория «от моря до моря», выделенная Плимутскому совету, показана зелёным цветом. Значком «Pl» помечено место Плимутской колонии

Плимутский совет по делам Новой Англии (англ. Plymouth Council for New England) — английское акционерное общество XVII века, созданное для колонизации Северной Америки.
В 1606 году для колонизации Северной Америки была создана Плимутская компания, основавшая поселение Поупхэм. Однако поселение не смогло выжить, и в 1609 году компания прекратила своё существование.
В 1620 году часть основателей Плимутской компании получили от короля Якова I хартию, давшую им право на организацию поселений в полосе, простиравшейся «от моря до моря» между 40-й и 48-й параллелями (современные Новая Англия, Нью-Брансуик и Новая Шотландия).
В отличие от Плимутской компании, Плимутский совет оказался более успешным. Интересным является тот факт, что к основанию самого первого поселения на этой территории — Плимутской колонии — Плимутский совет не имел никакого отношения. Тем не менее эта колония доказала возможность успешного создания поселений, и в последующие годы часть земель, изначально выделенных для колонизации Плимутскому совету, была передана другим компаниям: Провинции Мэн в 1622 году и Компании Массачусетского залива в 1628.
Первая попытка Совета по основанию поселения в Мэне относится к 1623 году, когда король Карл I даровал 6000 акров (24 км²) земли капитану Кристоферу Леветту для основания третьего поселения в Северной Америке, и дал указание англиканской церкви поддержать предприятие. Леветт построил дом на берегу залива Каско (на месте нынешнего Портленда), оставил там людей и вернулся в Англию. Поселение не выжило, и Леветт больше никогда не возвращался в Мэн.
В 1635 году Совет передал свои права Короне и прекратил существование.